# José Figueroa Gómez
José Figueroa Gómes (ur. 22 kwietnia 1946 w Bucaramanga) – kolumbijski duchowny rzymskokatolicki, w latach 2002–2025 biskup Granada en Colombia.

## Życiorys
Święcenia kapłańskie przyjął 9 września 1972 i został inkardynowany do diecezji Barrancabermeja. Był m.in. ojcem duchownym w niższym seminarium (1973-1976; 1979-1980), proboszczem kilku parafii w Barrancabermeja, a także wikariuszem generalnym diecezji (1992-2002).
8 sierpnia 2002 został mianowany biskupem Granada en Colombia. Sakry biskupiej udzielił mu 12 października tegoż roku bp Jaime Prieto Amaya.
31 maja 2025 papież Leon XIV przyjął jego rezygnację z pełnionego urzędu, złożoną ze względu na wiek.